# The Tower (Jakarta)
Pour les articles homonymes, voir The Tower.
The Tower est un gratte-ciel de 211 mètres construit en 2016 à Jakarta en Indonésie.